# Langemak (cráter)

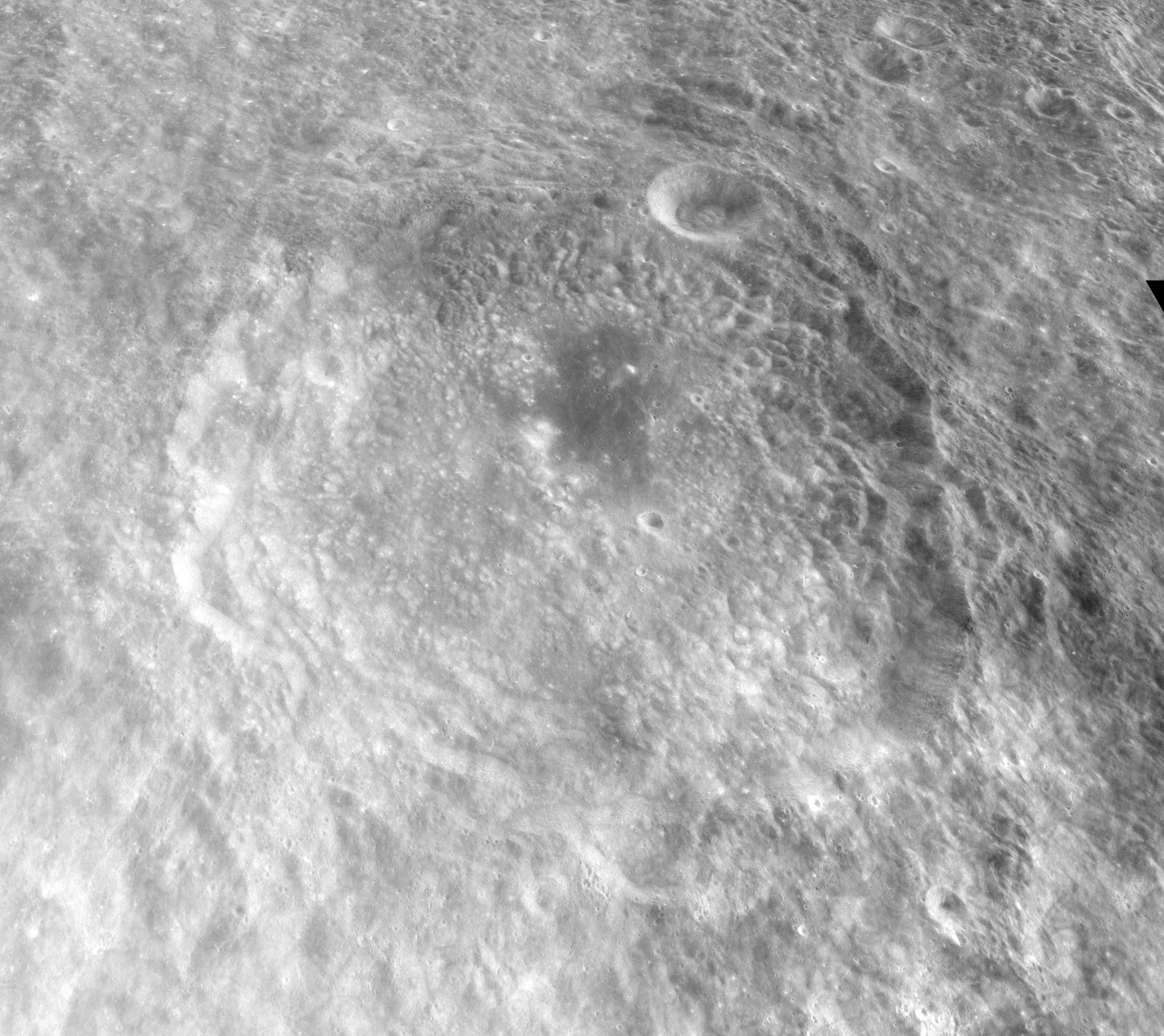
Vista oblicua de Langemak mirando al sur, (Apolo 17))

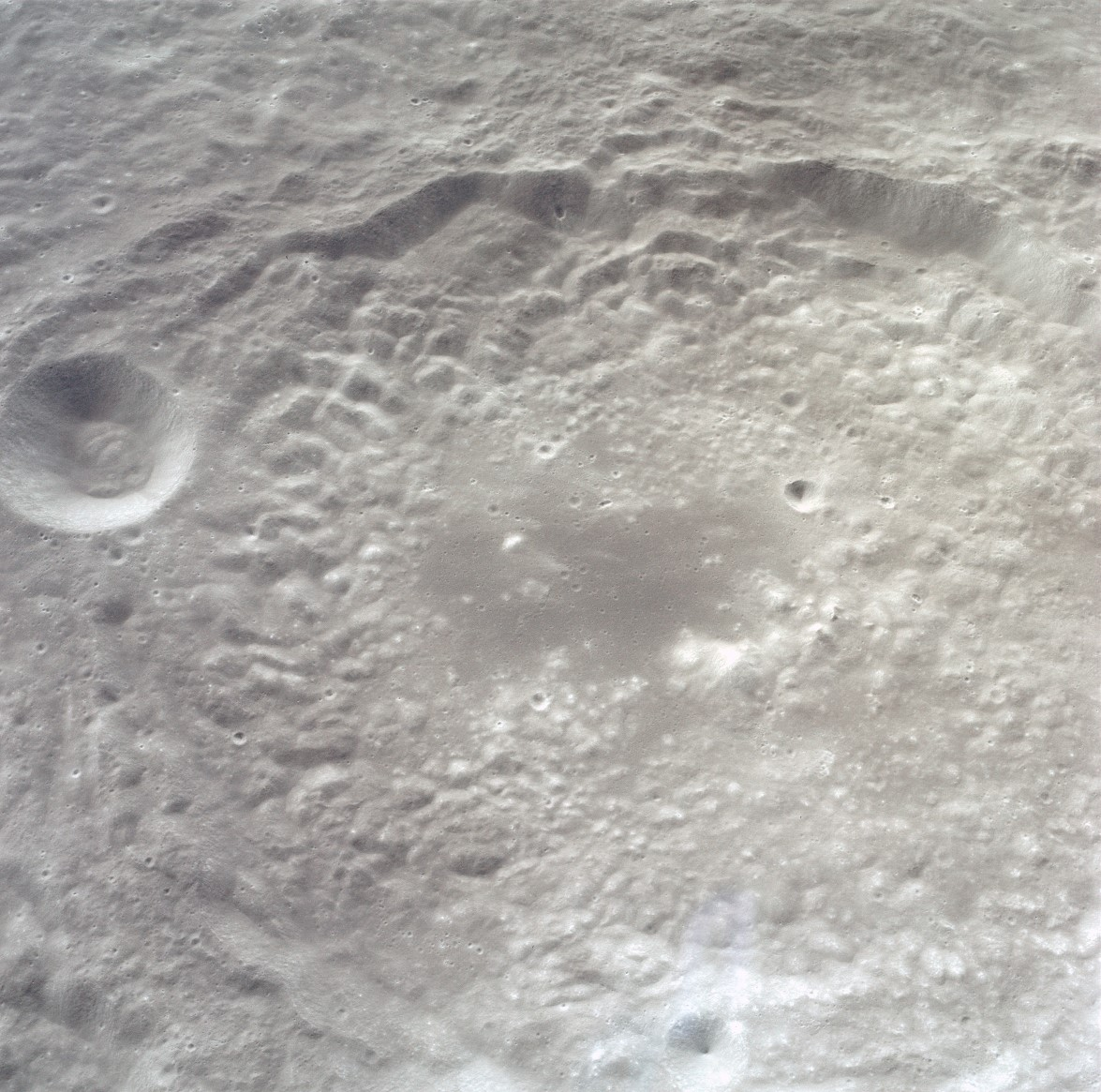
Vista oblicua de Langemak mirando al oeste, (Apolo 17))

Langemak es un prominente cráter de impacto perteneciente a la cara oculta de la Luna. Se encuentra a menos de un diámetro de distancia al oeste-noroeste de Danjon y casi al este de Meitner. Al suroeste de Langemak se halla Kondratyuk. Langemak se superpone parcialmente al cráter más grande y más antiguo Langemak N. También se junta con el borde noreste de Kondratyuk.
Al noreste de Langemak aparece el cráter Necho, un impacto que se halla en el locus de un sistema de marcas radiales brillantes. Los rayos de este cráter atraviesan el borde y el interior de Langemak, en particular en los sectores noroeste y este.
|  |

El borde exterior de Langemak aparece relativamente intacto y bien definido. El impacto más notable en el borde es el pequeño cráter Sherrington localizado al suroeste. El resto del borde es aproximadamente circular pero irregular, con múltiples protuberancias pequeñas hacia el exterior. La pared interior presenta un perfil aterrazado, con desprendimientos de materiales de la parte superior.
En su interior se localiza una cresta central baja de planta curvada cerca del punto medio. Una zona de material de menor albedo aparece al suroeste de esta cresta, que se extiende hasta el borde de la pared interior.

## Cráteres satélite
Por convención estos elementos son identificados en los mapas lunares poniendo la letra en el lado del punto medio del cráter que está más cercano a Langemak.
|          | \| Langemak \| Coordenadas \| Diámetro \| \| -------- \| ------------------------------- \| -------- \| \| N \| 12°54′S 119°00′E / -12.9, 119.0 \| 126 km \| \| X \| 6°36′S 117°30′E / -6.6, 117.5 \| 47 km \| \| Z \| 5°36′S 119°18′E / -5.6, 119.3 \| 27 km \| |          |
| Langemak | Coordenadas | Diámetro |
| N        | 12°54′S 119°00′E / -12.9, 119.0 | 126 km   |
| X        | 6°36′S 117°30′E / -6.6, 117.5 | 47 km    |
| Z        | 5°36′S 119°18′E / -5.6, 119.3 | 27 km    |